# Костин, Александр Николаевич
Алекса́ндр Никола́евич Ко́стин (28 мая 1926, Саньково, Ленинградский округ — 20 января 1994, Тамга, Приморский край) — советский военнослужащий, капитан Советской Армии, участник Великой Отечественной войны, Герой Советского Союза (1945).

## Биография
Родился 28 мая 1926 года в деревне Саньково. Получил неполное среднее образование, после чего работал в колхозе.
В ноябре 1943 года призван на службу в Рабоче-крестьянскую Красную Армию. С июля 1944 года — на фронтах Великой Отечественной войны. К январю 1945 года красноармеец Александр Костин был наводчиком станкового пулемёта 543-го стрелкового полка 120-й стрелковой дивизии 21-й армии 1-го Украинского фронта. Отличился во время освобождения Польши.
23 января 1945 года в бою на подступах к Оппельну (ныне — Ополе) заменил собой выбывшего из строя командира отделения. Под его руководством отделение успешно отразило немецкую контратаку. 31 января 1945 года в числе первых переправился через Одер и прикрывал переправу основных сил огнём своего пулемёта.
Указом Президиума Верховного Совета СССР от 10 апреля 1945 года удостоен звания Героя Советского Союза с вручением ордена Ленина и медали «Золотая Звезда».
После окончания войны продолжил службу в Советской Армии. В 1951 году окончил Высшую офицерскую школу. В 1953 году в звании капитана уволен в запас. Проживал в селе Тамга Лесозаводского городского округа Приморского края, работал сначала в местном колхозе, затем в совхозе.
Был также награждён орденом Отечественной войны 1-й степени и рядом медалей.